# Bossa Nova et vice versa
Pour plus de détails, voir Fiche technique et Distribution.
Bossa Nova et vice versa (Bossa Nova) est un film brésilien réalisé par Bruno Barreto, sorti en 2000. C'est l'adaptation du roman A senhorita Simpson de Sérgio Sant'Anna (1989).

## Fiche technique
- Titre original : Bossa Nova
- Titre français : Bossa Nova et vice versa
- Réalisation : Bruno Barreto
- Scénario : Alexandre Machado et Fernanda Young d'après Sérgio Sant'Anna
- Pays d'origine : Brésil
- Format : Couleurs - 35 mm - 2,35:1 - Dolby Digital
- Genre : comédie dramatique, romance
- Durée : 95 minutes
- Date de sortie : 2000

## Distribution
- Amy Irving : Mary Ann Simpson
- Antônio Fagundes : Pedro Paulo
- Alexandre Borges : Acácio
- Débora Bloch : Tânia
- Drica Moraes : Nadine
- Giovanna Antonelli : Sharon
- Rogério Cardoso : Vermont
- Serjão Loroza : Gordo
- Flávio São Thiago : Peçanha
- Alberto de Mendoza : Juan
- Pedro Cardoso : Roberto
- Stephen Tobolowsky : Trevor
- Kazuo Matsui : Wan-Kim-Lau
- Cássia Linhares : le reporter
- Kate Lyra : réceptionniste de l'école d'anglais